# Kinako
Kinako (黄粉 of きなこ) is geroosterd sojameel, een populaire smaakmaker die veel wordt gebruikt in de Japanse keuken. Het wordt gemaakt door rijpe lichtbruine sojabonen (dus niet de groene edamame) te roosteren en vermalen. Het eindresultaat is een heel fijn en zacht, lichtbruin poeder dat qua smaak en geur wat lijkt op pindakaas.
Het woord kinako werd voor het eerst gebruikt in kookboeken uit de late Muromachiperiode (1336-1573). Kinako betekent "gele bloem" in het Japans.

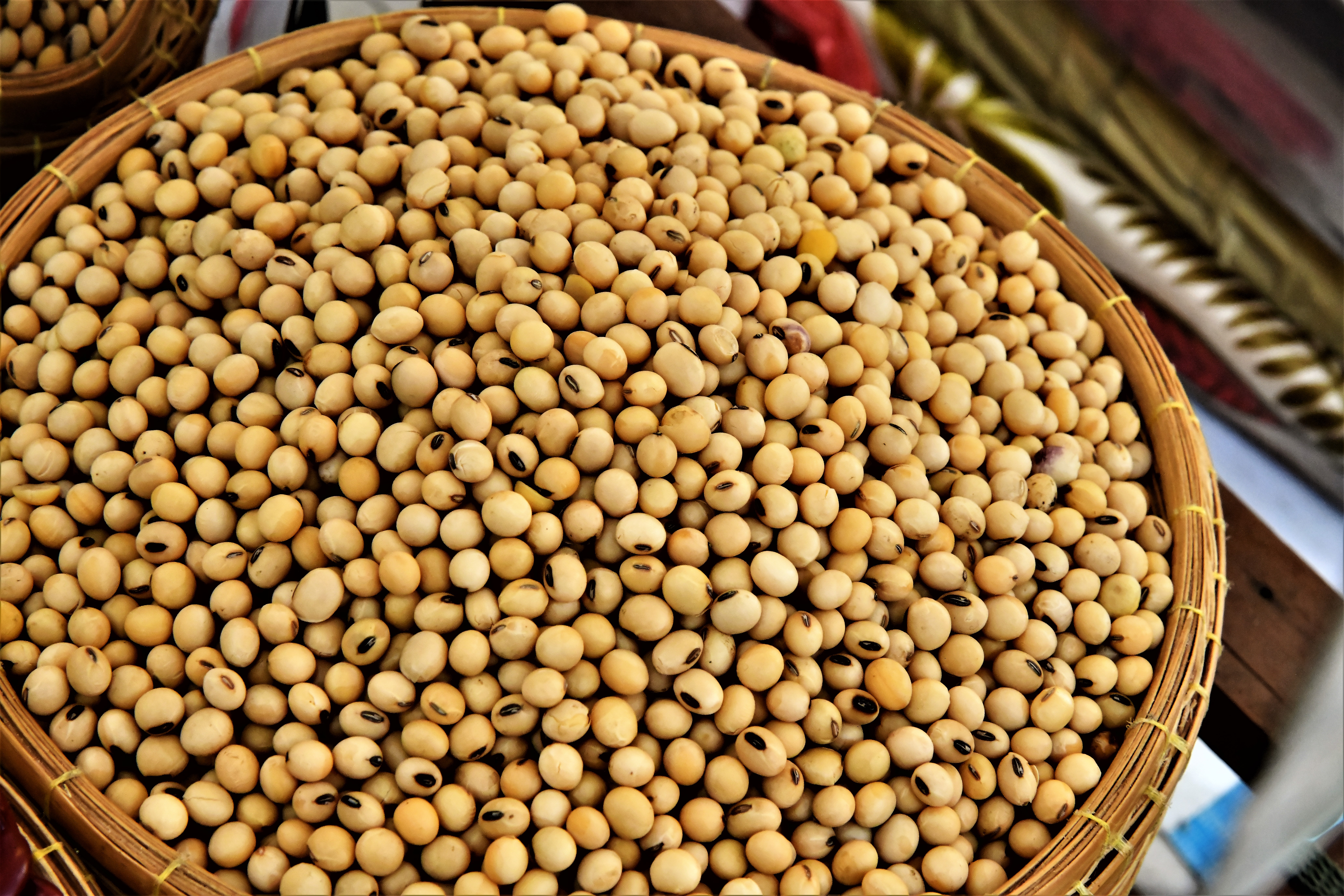
Sojabonen, het beginproduct van kinako

## Productie
Kinako wordt verkregen door geroosterde sojabonen fijn te malen tot een zacht poeder. De schil van de sojaboon wordt meestal verwijderd voordat de bonen worden verpulverd, maar sommige soorten kinako behouden de geroosterde schil. Gele sojabonen produceren een gele kinako en groene sojabonen produceren een lichtgroen poeder. Kinakopoeder is een gezonde topping en smaakstof, die B-vitamines en eiwitten bevat. In tegenstelling tot eiwitten in gekookte sojabonen, is het eiwit in kinako niet gemakkelijk verteerbaar.

## Gebruik
Kinako wordt veel gebruikt in alle gerechten van Japanse keuken, als smaakmaker of topping, maar wordt sterk geassocieerd met wagashi (Japanse zoetwaren), waaroverheen het vaak wordt geserveerd als topping. Enkele voorbeelden van het gebruik samen met wagashi zijn in dango en mochi:

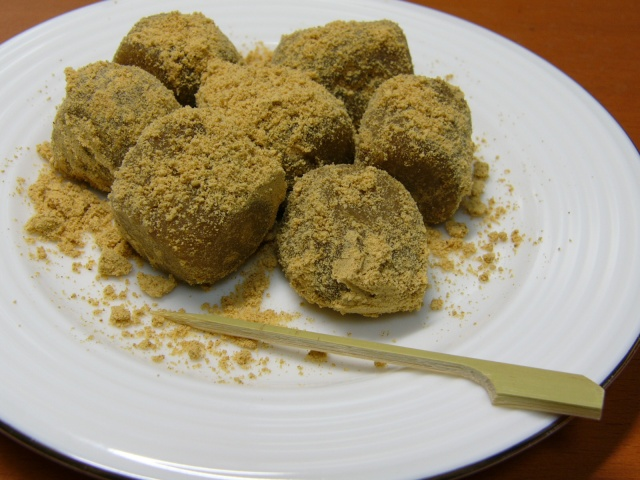
Dango (een soort cakeje van kleefrijstmeel) met een kinako topping
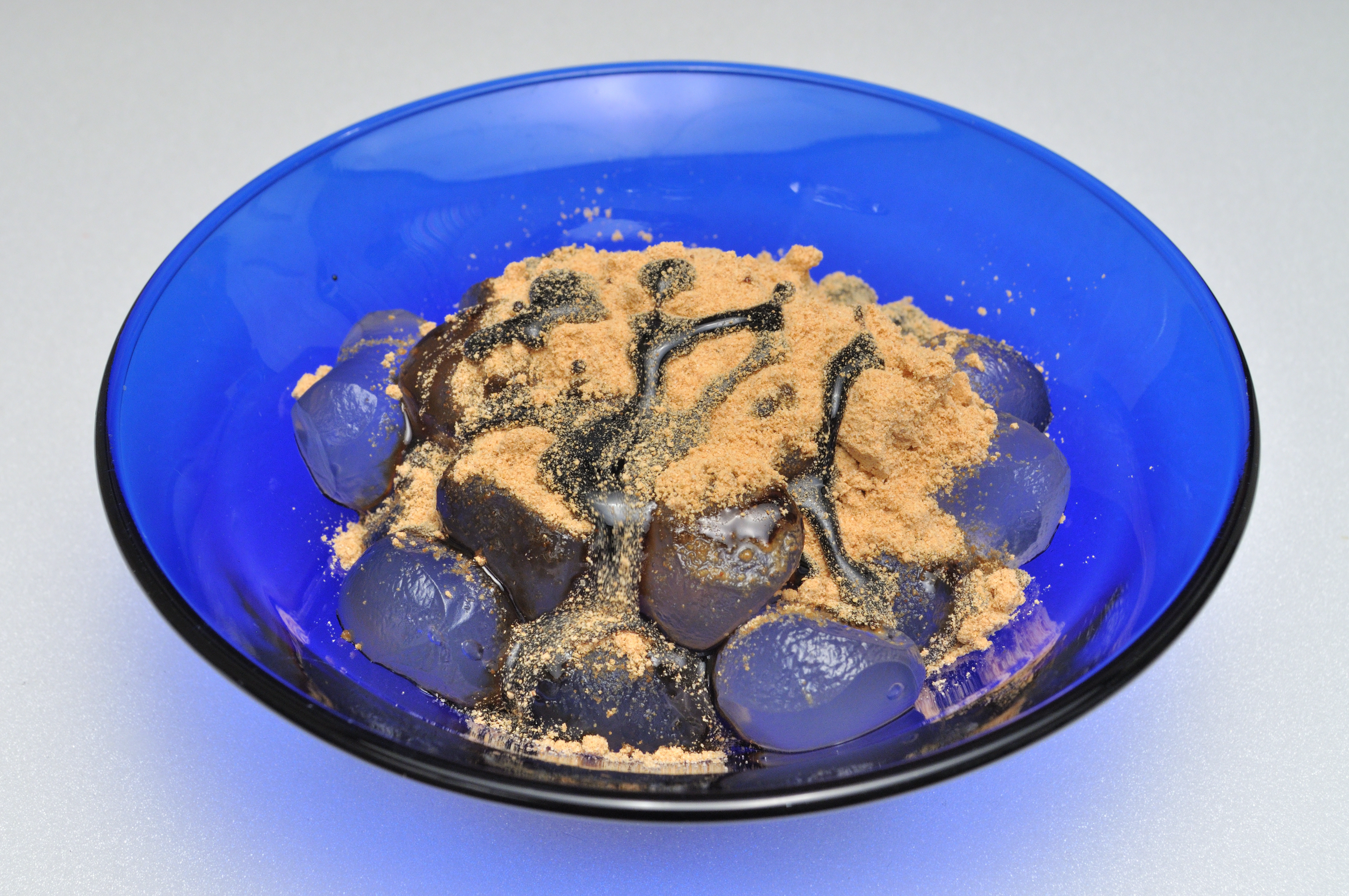
Warabimochi (een soort cakeje van meel van wortels van de warabi-plant) met een kinako topping
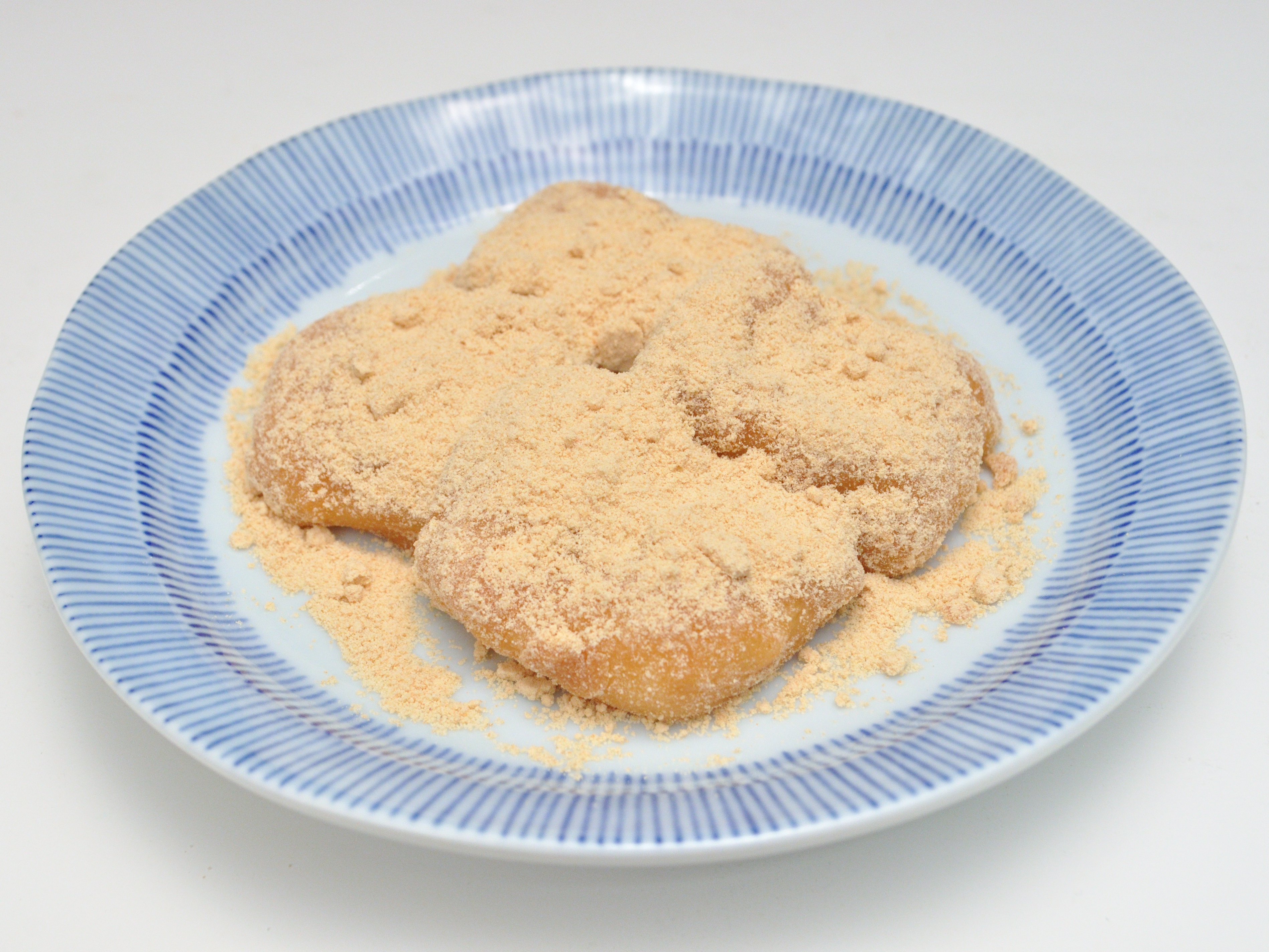
Abekawa mochi (een soort cakeje van kleefrijst) met een kinako topping
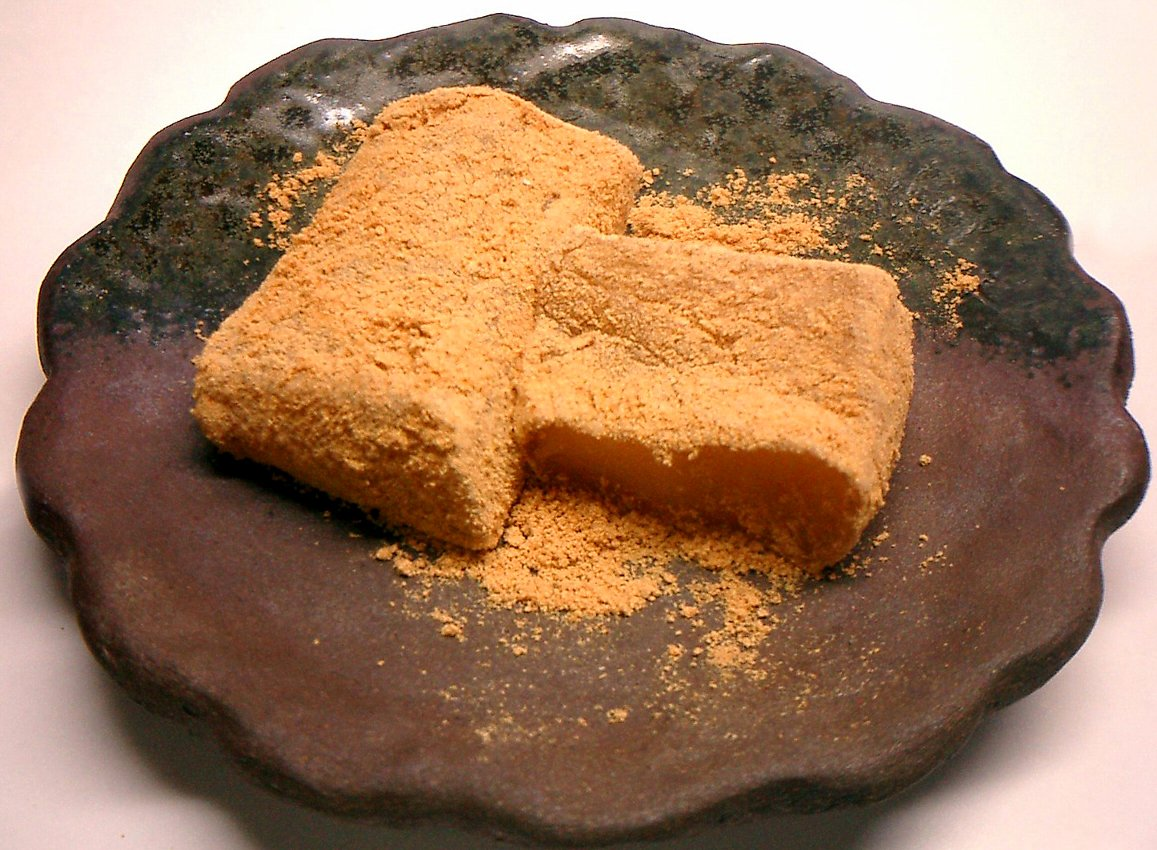
Mochi (een soort cakeje van kleefrijst) met een kinako topping

Kinako kan ook in combinatie met melk of sojamelk worden verwerkt tot het drankje kinako latte (きな粉ラテ).